# Stuart Hamm
Stuart Hamm (New Orleans, 8 februari 1960) is een Amerikaanse blues-, jazz- en rockzanger en bassist, bekend om zijn sessie en live werk met tal van artiesten, maar ook om zijn onconventionele speelstijl en solo-opnamen.

## Biografie
Hamm bracht zijn kindertijd en jeugd door in Champaign (Illinois), waar hij bas en piano studeerde, speelde in de podiumband op Champaign Central High School en werd geselecteerd voor de Illinois All-State Band. Hamm studeerde in 1978 af aan Hanover High in Hanover (New Hampshire), terwijl hij in Norwich (Vermont) woonde. Na de middelbare school ging hij naar het Berklee College of Music in Boston, waar hij gitarist Steve Vai ontmoette en via hem Joe Satriani. Hamm speelde bas op Vai's debuut soloalbum Flex-Able, dat in 1984 werd uitgebracht. Hamm heeft opgetreden en opgenomen met Steve Vai, Frank Gambale, Joe Satriani en vele andere gerespecteerde gitaristen. Het was zijn live optreden op tournee met Satriani, dat de vaardigheden van Hamm onder de nationale aandacht bracht. Latere opnamen met Satriani en andere rock/fusionartiesten, samen met de publicatie van zijn eigen solo-opnamen, versterkten zijn reputatie als bassist en artiest.

## Stijl
Hamms eerste soloalbum Radio Free Albemuth, geïnspireerd op de gelijknamige roman van Philip K. Dick, werd uitgebracht in 1988. Daarop toonde Hamm zijn capaciteiten op een aantal originele composities in verschillende genres, waaronder fusion, country en klassiek. Op solostukken als Country Music (A night in Hell) demonstreert hij zijn bekwaamheid in kloppen en met twee handen tikken, evenals het vermogen om de bas de klanken van een breed scala aan instrumenten te laten imiteren. Het stuk is sindsdien een populair live stuk geworden. Op hetzelfde album speelt hij een arrangement van Beethovens Moonlight Sonata.
Hamm werd vroeg in zijn carrière geassocieerd met Philip Kubicki's Factor bassen. Later produceerden Fender-muziekinstrumenten twee kenmerkende elektrische bassen, ontworpen en goedgekeurd door Hamm zelf, de eerste basgitaar ooit gemaakt door Fender: de 'Urge Bass' en de 'Urge II Bass' upgrade met een D-Drop Tuner. Kenmerken zijn onder meer een slanke elzenhouten body, een met grafiet versterkte esdoornhals met een 2-octaaf palissander toets, een paar dual-coil keramische Noiseless Jazz Bass single-coils (hals/brug), een op maat gewikkelde split-coil Precision Bass humbucking pickup (midden) en een 3-bands actieve EQ met 18V-voeding. De productie van deze bassen werd stopgezet in 2010. Hamm had toen zijn eigen Washburn-kenmerkende modellen sinds 2011, de AB40SH akoestische bas en de Hammer, met EMG-pickups, Hipshot bridge/tuners en een 3-bands actieve EQ - gevolgd door een fretloze versie (SHBH3FLTSS) en de Stuart Hamm Electric Bass-serie, geïntroduceerd op 20 januari 2012. In 2014 ging hij over naar Warwick-bassen en begon hij te werken aan een kenmerkend model, gebaseerd op zijn Washburn met de Warwick Streamer-modelvorm.
Hamms verbluffende, popping- en tweehandige tiktechnieken worden gedemonstreerd op zijn solo-opnamen en in zijn instructievideo's Slap, Pop & Tap For The Bass en Deeper Inside the Bass. Een populair onderdeel van zijn live-optreden bevat vaak een tapping-arrangement met twee handen van Vince Guaraldi's Linus and Lucy (uit de geanimeerde televisiespecial A Charlie Brown Christmas). Sinds medio maart 2011 treedt Hamm op met The Deadlies, de huisband van Creepy KOFY Movie Time van KOFY-TV. In juli 2011 accepteerde Hamm de functie van Director of Bass Programs bij het Musician's Institute in Hollywood. De afgelopen twee decennia toerde Hamm ook als een van 's werelds beste basklinici.

## Discografie

### Soloalbums
- 1988: Radio Free Albemuth
- 1989: Kings of Sleep
- 1991: The Urge
- 2000: Outbound
- 2007: Live Stu X 2
- 2010: Just Outside of Normal
- 2015: The Book Of Lies
- 2018: The Diary of Patrick Xavier

### Met Frank Gambale
- 1993: The Great Explorers

### Met Frank Gambale en Steve Smith
- 1998: Show Me What You Can Do
- 2000: The Light Beyond
- 2003: GHS3

### Met Joe Satriani
- 1988: Dreaming #11 -- Ice 9, Memories en Hordes of Locusts
- 1989: Flying in a Blue Dream -- Strange en The Bells of Lal (Part Two)
- 1993: Time Machine -- Disc 1: Time Machine, The Mighty Turtle Head en All Alone. Disc 2: Circles, Lords of Karma and Echo
- 1998: Crystal Planet -- Alle tracks behalve Time en Z.Z.'s Song
- 2001: Live in San Francisco
- 2010: Live In Paris: I Just Wanna Rock

### Met Joe Satriani, Eric Johnson en Steve Vai
- 1997: G3 Live in Concert

### Met Steve Vai
- 1984: Flex-Able
- 1990: Passion and Warfare
- 1996: Fire Garden

### Met andere artiesten
- 1989: Richie Kotzen, Richie Kotzen
- 1996: Working Man, een Rush tribute album
- 1999: Yngwie Malmsteen, Ronnie James Dio, voor Not The Same Old Song and Dance, een Aerosmith tribute album, track #6, Dream On
- ????: Caifanes (band) op de El nervio del volcán (album) op track #8 Quisiera Ser Alcohol.
- 1992: Adrian Legg, Mrs. Crowe's Blue Waltz
- 2003: Michael Schenker Group, Arachnophobiac
- 2004: Bill Lonero, Slather
- 2006: George Lynch, Gregg Bissonette en Vince Neil, voor Bat Head Soup, een Ozzy Osbourne tribute album, track #9, Paranoid
- 2009: David Stockden, Reflections of Themes
- 2010: Thomas Tomsen, Sunflickers
- 2010: Matthias Arp, Endorphin Overdose
- 2013: Marco Iacobini, The Sky There'll Always Be

- Bibliothèque nationale de France: cb13926524c (data)
- Gemeinsame Normdatei: 134709381
- International Standard Name Identifier: 0000 0000 3588 7933
- Library of Congress Control Number: n2003080766
- MusicBrainz: 2c2eced6-ea9d-4809-93e7-db462ea1dcbe
- Virtual International Authority File: 53149106175168491388